# Wilmington (hrabstwo Windham)
Wilmington – jednostka osadnicza w Stanach Zjednoczonych, w stanie Vermont, w hrabstwie Windham.